# Mos Def
Yasiin Bey (Brooklyn, Nova York, 11 de desembre de 1973), més conegut pel seu nom artístic de Mos Def, és un artista nord-americà cantant de hip hop, actor i activista de Brooklyn. Més conegut per la seva música, Mos Def es va embarcar en la seva carrera del hip-hop el 1994, juntament amb els seus germans en el grup de rap Urban Thermo Dynamics (UTD), després del qual va aparèixer en àlbums de Da Bush Babees i De La Soul. Posteriorment va formar el duo Black Star, juntament amb el seu company rapper Talib Kweli, i van llançar el seu àlbum de debut homònim l'any 1998. Va ser presentat a la llista de Rawkus Records i el 1999 va publicar el seu debut en solitari, Black on Both Sides. El seu debut va ser seguit per The New Danger (2004), True Magic (2006) i The Ecstatic (2009). Els editors d'About.com el van classificar com el 14è millor músic de rap "MC" de tots els temps en la seva llista de "50 millors MC's de la nostra època".

## Discografia

### Àlbums
- Black on Both Sides (1999)
- The New Danger (2004)
- True Magic (2006)
- The Ecstatic (2009)
- Negus in Natural Person (2017)

### Àlbums amb col·laboració
- Mos Def & Talib Kweli are Black Star (amb Talib Kweli, com Black Star) (1998)
- Manifest Destiny (amb Ces i DCQ, com UTD) (2004)[3]
- Dec 99th (amb Ferrari Sheppard, com Dec 99th) (2016)
- As Promised (amb Mannie Fresh) (2017)

## Filmografia

### Cinema

#### Llargmetratges
| Any  | Pel·lícula                                  | Paper                    | Notes            | Referències   |
| ---- | ------------------------------------------- | ------------------------ | ---------------- | ------------- |
| 1991 | The Hard Way                                | Membre de Dead Romeos    |                  | [ 4 ]         |
| 1998 | Where's Marlowe?                            | Wilt Crawley             |                  | [ 5 ]         |
| 2000 | Freestyle: The Art of Rhyme                 | ell mateix               |                  | [ 6 ]         |
| 2000 | Bamboozled                                  | Big Blak Afrika          |                  | [ 7 ]         |
| 2001 | Carmen: A Hip Hopera                        | tinent Miller            | pel·lícula de TV | [ 8 ]         |
| 2001 | Monster's Ball                              | Ryrus Cooper             |                  | [ 9 ]         |
| 2002 | Showtime                                    | Lazy Boy                 |                  | [ 10 ]        |
| 2002 | Civil Brand                                 | Michael Meadows          |                  | [ 11 ]        |
| 2002 | Brown Sugar                                 | Chris 'Cav' Anton Vichon |                  |               |
| 2003 | The Italian Job                             | Left Ear                 |                  | [ 12 ]        |
| 2004 | The Woodsman                                | Detectiu Lucas           |                  |               |
| 2005 | The Hitchhiker's Guide to the Galaxy        | Ford Prefect             |                  |               |
| 2006 | 16 carrers (16 Blocks)                      | Eddie Bunker             |                  |               |
| 2006 | Talladega Nights: The Ballad of Ricky Bobby | ell mateix               | Cameo            |               |
| 2006 | Journey to the End of the Night             | Wemba                    |                  |               |
| 2007 | Prince Among Slaves                         | narrador                 |                  |               |
| 2008 | Be Kind Rewind                              | Mike                     |                  | [ 13 ]        |
| 2008 | Bury Me Standing                            |                          |                  | [ 14 ]        |
| 2008 | Cadillac Records                            | Chuck Berry              |                  | [ 15 ] [ 16 ] |
| 2009 | Next Day Air                                | Eric                     |                  | [ 17 ]        |
| 2010 | I'm Still Here                              | ell mateix               |                  | [ 18 ]        |
| 2010 | Bouncing Cats                               | ell mateix               |                  | [ 19 ]        |
| 2013 | Begin Again                                 | Saul                     |                  | [ 20 ]        |
| 2014 | Life of Crime                               | Ordell Robbie            |                  | [ 21 ]        |
| 2015 | Amy                                         | ell mateix               |                  | [ 22 ]        |
| 2016 | Tour de France                              | Foce                     |                  | [ 23 ]        |